# Samantha Hoopes
Samantha Hoopes (née le 10 février 1991) est un mannequin américain. Elle  apparaît notamment dans l'édition du cinquantième anniversaire de Sports Illustrated en 2014.

## Biographie
Samantha Hoopes travaille pour l'agence Elite LA et Model Management London.
Elle a posé pour Guess, et Levi's Jeans.
On la retrouve en juin 2014 dans Maxim Magazine, qui la classe dix-huitième parmi les cent femmes les plus sexy du monde en 2014.